# Rasmus Vinding
Rasmus Vinding, född den 19 mars 1615 i Vindinge (nuvarande Fyrendal) nära Næstved, död den 4 september 1684, var en dansk rättslärd. Hans fader, Poul Jensen Kolding, var präst i Vindinge, varefter sonen sedan tog sitt namn. Hans son, Poul Vinding, var även han en ansedd klassisk filolog.
Vinding var rektor i Sorö 1640-46 och blev professor vid Köpenhamns universitet 1648 först i grekiska, sedan i historia. 1661 blev han assessor i Höjesteret, 1670 referendarie och tillika assessor i kansliet 1680. Hans nära förbindelse med Griffenfeld gjorde, att han 1676 inte upptogs bland dennes domare. 
Vinding hade plats i ett par av de kommissioner, som skulle utarbeta en ny lagbok, och det blev hans utkast, som lades till grund för Kristian V:s lagbok. Redan 1640 hade han under en utländsk resa offentliggjort ett latinskt tal, vari han prisade arvriket framför valriket. 
Ett lärt arbete av Vinding, Hellen, som handlar om de gamla grekiska stammarnas härkomst och vandringar, intogs i Gronovius' Thesaurus antiquitatum græcarum, IX.